# Katang

Os katang ou kataang são um grupo étnico que vive no Laos. Em 2015 sua população no país era de 144 255 pessoas, formando assim o maior dos subgrupos de Lao Theung e um maiores grupos étnicos do país. A maioria deles vive em Savannakhet, Saravan, e Champassack.

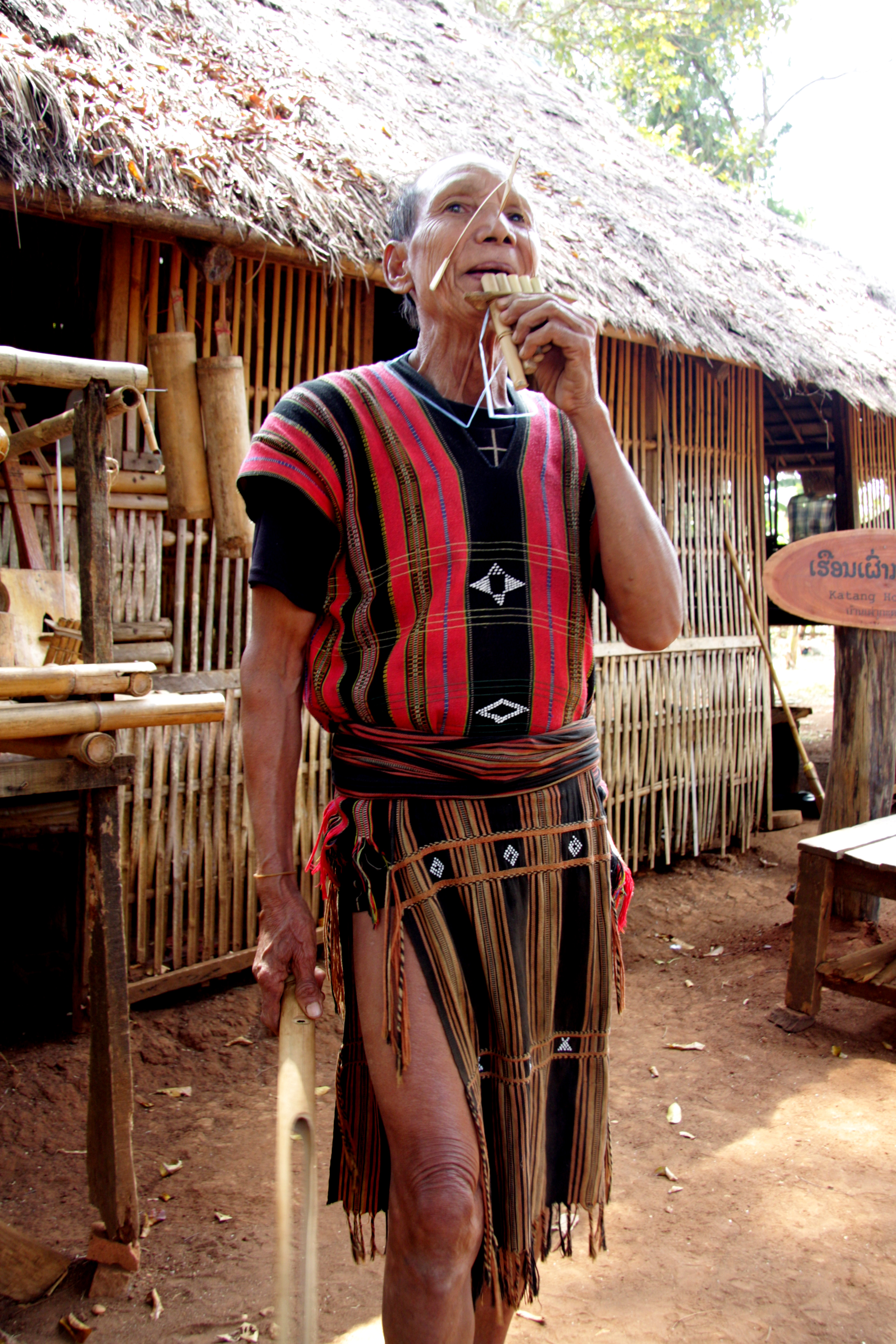
Katang